# Bupalus kolleri
Bupalus kolleri är en fjärilsart som beskrevs av Dziurz 1912. Bupalus kolleri ingår i släktet Bupalus och familjen mätare. Inga underarter finns listade i Catalogue of Life.